# Дакимакура
Дакимакура (јап. 抱き枕), такође позната као холандска жена односно дач вајф (транслит.), посебан је предмет који потиче из Јапана. Појам потиче од јапанских речи „даки“ у значењу грлити и „макура“ у значењу јастук. Потпуни превод назива овог предмета био би јастук за грљење, док његови грађа и изглед подсећају на ортопедски јастук.

## Опште одлике
Дакимакуре су, како им назив и говори, јастуци за грљење. Приликом спавања, корисник, најчешће мушкарац у двадесетим годинама, обгрљује овај јастук и као да је у наручју вољене особе. Стога се може рећи да су овакви јастуци такозвани безбедносни односно комфорни предмети, у чијој употреби корисник проналази психолошки мир и безбеност, као што деца доживљавају плишане играчке.
Материјали од којих се праве варирају од памука и непромочивих микровлакана до вештачке свиле или полиестера (обично назначених као „јапански текстил“), сомота или неке тканине. Независно од материјала, њихове се јастучнице не смеју прати често, јер у супротном илустрација избледи. Кад је потребно опрати их, то се ради ручно и са најмање могуће трљања.
Препоручује се физичко чишћење само видљивих флека и то четкицом за зубе, док се прање врши потапањем у хладну воду са раствореним детерџентом. Након двадесетак минута, дакимакура се испира и ставља на сушење од осам до дванаест сати, искљувичо на ваздуху. Производ може бити на надувавање, од гумастог материјала.
Упркос чињеници да им то није основна намена, на Западу се дакимакуре поистовећују са љубавним јастуцима. Љубавни јастуци постоје као недоминантна подврста дакимакуре и не служе за грљење, већ су у питању сексуалне играчке на надувавање. Заправо, може се рећи да су то просте секс-лутке. Мада су правоугаоног облика, тј. немају људски облик, на себи имају слике ликова из анимеа и манги или пак фотографије порно-глумаца у природној величини и сугестивним позама.
Већина савремених дакимакура обједињује традиционалну и љубавну сврху, па се стога састоји из две стране. На једној је слика или фотографија одевене особе, док се на другој налази иста особа у еротском издању. Обично коштају око 10.000¥, што је око сто америчких долара или седамдесет пет евра, мада постоје примерци који су дупло скупљи или јефтинији. Како би избегли плаћање велике, односно за њих неприхватљиве количине новца, фанови могу прибећи и прављењу дакимакура у кућној радиности. Потребно је само купити јастук одговарајуће величине и на јастучницу залепити жељену слику.

## Историја
Историја самих јастука за грљење није много повезана са данашњим предметом. Наиме, претечом дакимакуре сматра се жена од бамбуса, бушна бамбусна структура коју су холандски морепловци приликом спавања у Индонезији (у колонијално доба, од седамнаестог до двадесетог века) користили као начин расхлађивања. Заправо, обгрливши ову структуру, смањивали су додир са постељином и побољшавали проветравање, а самим тим и хлађење тела. Од ове употребе потиче назив холандска жена.
Током година, овакве структуре од бамбуса добиле су и другу сврху — ону комфорног предмета. Такав начин стварања осећаја сигурности и психолошког мира преузело је и локално становништво, па тако у савременим источноазијским земљама постоје предмети као што су џуфужен (кин: 竹夫人, zhufuren), џукбуин/џугбуин (кореј. 죽부인, jukbuin/jugbuin) и чикуфуџин (транслит.), све у значењу жена од бамбуса.
У Јапану се посебно развила верзија чикуфуџина од тканине, својеврсног јастука, а која је названа дакимакура. Преплитањем са отаку културом, супкултуром којој припадају ватрени фанови анимеа и манги, током деведесетих година двадесетог века почеле су се производити дакимакуре са ликовима типа бишоџо и бишонен, дела анимеа и манги посвећеном пажљиво нацртаним и физички привлачним ликовима. Сем таквих, продају се и јастуци за грљење са ликовима из познатих франшиза, као што су Касуми из видео-игре Dead or Alive Xtreme Beach Volleyball, па чак и оне са мушким ликовима као што је Ерен Јегер из серијала Shingeki no Kyojin. Дакимакуре имају одјек и у мејнстрим култури, па у епизоди из 2010. године једну поседује и Џејмс Франко, лик из америчке комедије 30 Rock.